# П'єрсіка
П'єрсіка (рум. Piersica) — село у повіті Яломіца в Румунії. Входить до складу комуни Чокіна.
Село розташоване на відстані 73 км на схід від Бухареста, 28 км на захід від Слобозії, 137 км на захід від Констанци, 125 км на південний захід від Галаца.

## Населення
За даними перепису населення 2002 року у селі проживали 137 осіб, усі — румуни. Усі жителі села рідною мовою назвали румунську.